# Öresundskomiteen
Öresundskomiteen var en tværpolitisk organisation for samarbejde mellem politikere fra Sjælland og Skåne. Komiteen blev pr. 1. januar 2016 omdannet til Greater Copenhagen & Skåne Committee. Öresundskomiteen, der blev etableret i 1993, arbejdede bl.a. for at fjerne grænsehindringer og for at styrke udviklingen i Øresundsregionen. Blandt Öresundskomiteens fokusområder var infrastruktur, kultur og folkelig forankring. 
Jerker Swanstein fra Region Skåne var formand for Öresundskomiteen, mens næstformand var Vibeke Storm Rasmussen, der er regionsrådsformand i Region Hovedstaden. Kristian Ebbensgaard, Ritt Bjerregaard og Mads Lebech var også medlemmer.